# شادي حسين
شادي حسين (مواليد 1 مايو 1993) هو لاعب كرة قدم مصري يلعب في مركز المهاجم في النادي الأهلي.
وفي 29 يوليو 2023 أعلن النادي الأهلي رحيل شادي حسين رسميًا عن الفريق.